# 고소 가즈히로
고소 가즈히로(일본어: 高祖 和弘, 1959년 3월 6일 ~ )는 일본의 전 축구 선수, 감독이다.

## 구단 경력
1981년부터 1991년까지 마쓰시타 전기에서 뛰었다. 1990년에 천황배 우승을 차지하였다.

## 지도자 경력
2000년부터 2001년까지 사간 도스에서 감독을 맡았다.